# Lee Kyu-seong
Đây là một tên người Triều Tiên, họ là Lee.
Lee Kyu-seong (tiếng Hàn: 이규성; sinh ngày 10 tháng 5 năm 1994) là một cầu thủ bóng đá Hàn Quốc hiện tại thi đấu ở vị trí tiền vệ cho Sangju Sangmu ở K League 1 cho mượn từ Busan IPark.

## Sự nghiệp câu lạc bộ
Lee ra mắt chuyên nghiệp cho Busan IPark ngày 27 tháng 6 năm 2015 trước Jeju United. Anh đánh dấu màn ra mắt với một bàn thắng sớm, mặc dù Busan lại thất bại 3-1. Lee trở thành cầu thủ ra sân thường xuyên cho đội bóng trong phần còn lại của mà giải, và Busan xuống chơi ở K League 2. Lee gia nhập đội bóng K League 1 Sangju Sangmu ngày 28 tháng 5 năm 2018 để thực hiện nghĩa vụ quân sự.

## Thống kê sự nghiệp câu lạc bộ
Tính đến 6 tháng 6 năm 2018
| Thành tích câu lạc bộ | Thành tích câu lạc bộ | Thành tích câu lạc bộ | Giải vô địch | Giải vô địch | Cúp     | Cúp       | Play-off | Play-off  | Tổng cộng | Tổng cộng |
| Mùa giải              | Câu lạc bộ            | Giải vô địch          | Số trận      | Bàn thắng    | Số trận | Bàn thắng | Số trận  | Bàn thắng | Số trận   | Bàn thắng |
| Hàn Quốc              | Hàn Quốc              | Hàn Quốc              | Giải vô địch | Giải vô địch | Cúp KFA | Cúp KFA   | Play-off | Play-off  | Tổng cộng | Tổng cộng |
| --------------------- | --------------------- | --------------------- | ------------ | ------------ | ------- | --------- | -------- | --------- | --------- | --------- |
| 2015                  | Busan IPark           | K League 1            | 18           | 1            | 0       | 0         | 2        | 0         | 20        | 1         |
| 2016                  | Busan IPark           | K League 2            | 32           | 1            | 2       | 0         | 0        | 0         | 34        | 1         |
| 2017                  | Busan IPark           | K League 2            | 15           | 3            | 4       | 0         | 0        | 0         | 19        | 3         |
| 2018                  | Busan IPark           | K League 2            | 8            | 0            | 0       | 0         | 0        | 0         | 8         | 0         |
| Tổng cộng sự nghiệp   | Tổng cộng sự nghiệp   | Tổng cộng sự nghiệp   | 73           | 5            | 6       | 0         | 2        | 0         | 81        | 5         |